# Neoregelia pontualii
Neoregelia pontualii är en gräsväxtart som beskrevs av Elton Martinez Carvalho Leme. Neoregelia pontualii ingår i släktet Neoregelia och familjen Bromeliaceae. Inga underarter finns listade i Catalogue of Life.